# آن إيوينغ
آن إيوينغ (بالإنجليزية: Anne Ewing) هي نسوية ‏ أمريكية، ولدت في 19 نوفمبر 1930 في ويثفيل في الولايات المتحدة، وتوفيت في 11 أبريل 2011 في سان دييغو في الولايات المتحدة.